# Jacchia
Модель атмосферы Jacchia — это атмосферная модель, которая определяет значения температуры, плотности, давления и других параметров атмосферы на высотах от 90 до 2500 км. Автор модели — американский учёный Луиджи Яккия (Luigi Jacchia). В отличие от более общей модели стандартной атмосферы (U.S. Standard Atmosphere) и связанных с ней моделей, модель Jacchia включает широтные, сезонные, геомагнитные и солнечные эффекты, но должна быть дополнена другими моделями на высотах до 90 км. Модель Jacchia была впервые опубликована в 1970 году и обновлена в 1971 и 1977 годах. Модель основана на данных о торможении космических аппаратов в атмосфере Земли.